# Брашауци (Њамц)
Брашауци (рум. Brășăuți) насеље је у Румунији у округу Њамц у општини Думбрава Рошије. Oпштина се налази на надморској висини од 287 m.

## Становништво
Према подацима из 2002. године у насељу је живело 787 становника, од којих су сви румунске националности.